# Такахаси, Наруми
Наруми Такахаси (яп. 高橋 成美 Такахаси Наруми, род. 15 января 1992, Тиба) — японская фигуристка, выступавшая в парном катании. Основных успехов добилась в паре с Мервином Траном, с которым становилась бронзовым призёром чемпионата мира (2012), победительницей командного чемпионата мира (2012) и четырёхкратной чемпионкой Японии (2009—2012).
Такахаси и Тран — первая спортивная пара из Японии, завоевавшая медаль на чемпионате мира. По состоянию на апрель 2012 года они занимали четвёртое место в рейтинге Международного союза конькобежцев.

## Карьера
Встала на коньки в пять лет, вслед за старшей сестрой, впоследствии ставшей членом сборной Японии по синхронному катанию. В детстве тренировалась у того же тренера, и на том же катке, где начинала свой спортивный путь Юко Кавагути. Изначально занималась одиночным катанием, завоевав бронзу на чемпионате Японии среди новичков (2002). 
Когда девочке было девять лет, семья переехала в Китай, в связи с работой её отца. Первое время она продолжала кататься как одиночница. В двенадцать лет, вдохновившись успехами местной спортивной пары Шэнь Сюэ и Чжао Хунбо, перешла в парное катание, которое имеет в Китае сильную школу. На протяжении одного сезона выступала с Гао Юем, расположившись с ним на шестом месте взрослого чемпионата Китая (2004).
По возвращении в Японию, Такахаси продолжила выступления в парах. Её партнёром на один сезон стал Ёсиаки Ямада, совместно с ним в сезоне 2006/2007 она выиграла юниорский чемпионат Японии Затем Наруми и функционеры Японской федерации фигурного катания решили, что для продолжения соревновательной карьеры необходимо переехать за рубеж, поскольку в Японии парное катание развито на порядок слабее, чем одиночные виды.
Такахаси связалась с канадским наставником Ришаром Готье, с которым познакомилась на турнирах в Китае, куда он привозил своих учеников. Получив от Готье положительный ответ, в 2007 году фигуристка вместе с матерью отправилась в Монреаль. После чего начались поиски партнёра азиатского происхождения.
Готье, по совету другого тренера Брюно Маркотта, выбрал выступавшего до этого момента в одиночной дисциплине Мервина Трана, происходящего из семьи вьетнамца и кхмерки. Пара, представлявшая на соревнованиях Японию, дебютировала на международном уровне в юниорской серии Гран-при сезона 2007—2008, в том же сезоне они выиграли национальный юниорский чемпионат и получили право участвовать в чемпионате мира среди юниоров, где заняли 15-е место.
В сезоне 2008—2009 пара впервые отобралась для участия в юниорском финале серии Гран-при, затем, выиграла «взрослый» чемпионат Японии, значительно улучшила результат на мировом юниорском первенстве (7-е место).
В 2010 году они завоевали серебряную медаль чемпионата мира среди юниоров и это стало вторым случаем в истории, когда японские парники получили медали чемпионата ИСУ (после серебра 2001 года у Юко Кавагути и Александра Маркунцова).
В 2012 году пара заняла третье место на чемпионате мира в Ницце с суммой 189.69 баллов.
В декабре 2012 года японская федерация официально объявила о распаде пары. 30 января 2013 года стало известно, что новым партнёром Наруми будет японский одиночник Рюити Кихара. Пара тренируется в Детройте у Ю. Сато и Д. Данджена.
Японская сборная получила право выступать командой на зимних Олимпийских играх в 2014 году. В парном катании Япония не получила квоты, но была в ближайшем резерве. После ряда отказов японская пара выступила также и в индивидуальных соревнованиях. После олимпийский сезон пара начала как и прошлогодний в Nebelhorn Trophy 2014 в Германии и как и в прошлом году оказались на том же месте. Также пара вновь выступала на российском и домашнем этапах Гран-при. К сожалению пара неудачно выступила на континентальном чемпионате и мировом, заняв последние места. Сразу в апреле федерация приняла решение сменить партнёра.
В Японию был приглашён бывший эстонский парник Александр Забоев и он встал в пару с Такахаси. Однако спортсмены не смогли создать полноценную пару и Наруми встала в пару с бывшем одиночником Рё Шибатой. С ним она дебютировала на национальном чемпионате Японии 2017 года и заняла последнее место. Через два месяца они приняли участие в Саппоро в VIII зимних Азиатских играх, где заняли шестое место.
В новом олимпийский сезон пара вступила рано. Уже в августе они приняли участие в азиатском Трофее в Гонконге, где в упорной борьбе выиграли бронзовые медали. В конце декабря на национальном чемпионате пара стала вице-чемпионами страны.

## Программы

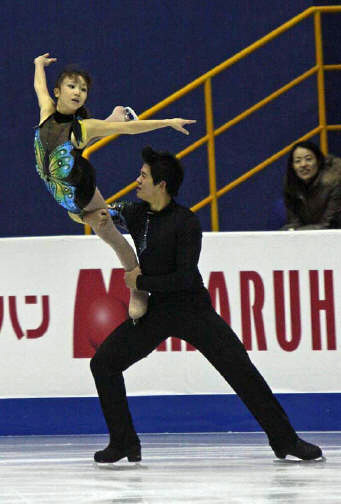
Такахаси и Тран в программе «Мадам Баттерфляй» в 2008 году.

(с Р.Кихарой)
| Сезон     | Короткая программа                | Произвольная программа            |
| --------- | --------------------------------- | --------------------------------- |
| 2013—2014 | «Самсон и Далила» Камиль Сен-Санс | «Отверженные» Клод-Мишель Шёнберг |

(с М.Траном)
| Сезон     | Короткая программа                                                             | Произвольная программа                                                                         |
| --------- | ------------------------------------------------------------------------------ | ---------------------------------------------------------------------------------------------- |
| 2012—2013 | Ain’t No Sunshine Билл Уизерс                                                  | Main Title You Never Told Me Gigi’s Big Moment Gaston’s Decision из саундтрека к фильму «Жижи» |
| 2011—2012 | «Imagine» Джон Леннон                                                          | «Concerto de Quebec» Андрэ Матьё                                                               |
| 2010—2011 | «Feeling Good» Майкл Бубле                                                     | «El Día Que Me Quieras» Рауль ди Бласио                                                        |
| 2009—2010 | «Farrucas» Пепе Ромеро «Chano Lobato» «Maria Madgalena» Пако Ромеро (фламенко) | Мадам Баттерфляй Джакомо Пуччини в исполнении Ванессы Мэй                                      |
| 2008—2009 | «Din Daa Daa» (ремикс) George Kranz и «Seventeen Years» «Ratatat»              | Мадам Баттерфляй Джакомо Пуччини в исполнении Ванессы Мэй                                      |
| 2007—2008 | «Shout and Feel It» Джеймс Хорнер                                              | «Самурай» из шоу «Le Rêve» Benoit Jutras                                                       |

## Результаты
| За КНР в паре с Гао Юем |       |
| Соревнования            | 03/04 |
| Чемпионат Китая         | 6     |

| Выступления за Японию с Ёсиаки Ямадой |       |
| Соревнования                          | 06/07 |
| Чемпионат Японии среди юниоров        | 1     |

| Результаты выступлений за Японию с Мервином Траном |       |       |       |       |       |
| Соревнования                                       | 07/08 | 08/09 | 09/10 | 10/11 | 11/12 |
| Международные                                      |       |       |       |       |       |
| Чемпионат мира                                     |       |       |       | 9     | 3     |
| Четыре континента                                  |       |       | 5     | 7     | 5     |
| Финал Гран-при                                     |       |       |       |       | 6     |
| Гран-при Канады                                    |       |       |       |       | 4     |
| Гран-при России                                    |       |       |       | 2     |       |
| Гран-при Японии                                    |       |       | 8     | 3     | 2     |
| World Team Trophy                                  |       | 3     |       |       | 1     |
| Международные среди юниоров                        |       |       |       |       |       |
| Чемпионат мира                                     | 15    | 7     | 2     | 3     |       |
| Финал Гран-при                                     |       | 7     | 2     | 1     |       |
| Гран-при Польши                                    |       |       | 1     |       |       |
| Гран-при США                                       |       |       | 3     |       |       |
| Гран-при Мексики                                   |       | 4     |       |       |       |
| Гран-при Британии                                  |       | 3     |       | 2     |       |
| Гран-при Германии                                  | 6     |       |       | 2     |       |
| Гран-при Эстонии                                   | 12    |       |       |       |       |
| Национальные                                       |       |       |       |       |       |
| Чемпионат Японии                                   |       | 1     | 1     | 1     | 1     |
| ЧЯ среди юниоров                                   | 1     |       |       |       |       |

| В паре с Рюити Кихарой за Японию |       |       |
| Соревнования                     | 13/14 | 14/15 |
| Международные                    |       |       |
| Олимпиада — пары                 | 18    |       |
| Олимпиада — команда              | 5     |       |
| Чемпионат мира                   | 17    | 19    |
| Четыре континента                |       | 10    |
| Гран-при России                  | 8     | 7     |
| Гран-при Японии                  | 8     | 7     |
| Autumn Classic                   |       | 9     |
| Nebelhorn Trophy                 | 11    | 7     |
| Lombardia Trophy                 | 7     |       |
| Национальные                     |       |       |
| Чемпионат Японии                 | 1     | 1     |

| В паре с Рё Сибатой за Японию |       |       |
| Соревнования                  | 16/17 | 17/18 |
| Международные                 |       |       |
| Asian Open Trophy             |       | 3     |
| Азиатские игры                | 6     |       |
| Национальные                  |       |       |
| Чемпионат Японии              | 4     | 2     |